# De erfenis (novelle)
De erfenis is een novelle die werd uitgegeven als het Boekenweekgeschenk van 1999, geschreven door Connie Palmen. Het kwam uit in maart 1999, op de eerste dag van de Boekenweek, die in 1999 als motto hanteerde "Familie-album - Ouders en kinderen in de literatuur". De fictieve auteur Charlotte Inden voert haar familie en afkomst al schrijvende op voor haar lezers.

## Samenvatting
Max Petzler staat aan het begin van het boek als executeur-testamentair aan het graf van Lotte Inden. Lotte heeft deze destijds dertigjarige Neerlandicus opgepikt toen ze de uitgeverij bezocht waar Max werkte en ze door hem koffie kreeg ingeschonken. Daarbij zag ze vingerafdrukken in het vlees van zijn rechterarm. Ze vertrouwde hem toe dat hij weg moest gaan bij die man, en zo geschiedde. Want Max wist als jongen niet echt wat hij worden wilde. Hij besloot ‘lezer’ te worden, iets dat een afgestudeerd Neerlandicus wel past. Hij ging werken bij een uitgeverij en maakte zo de overstap naar een vaste betrekking bij een schrijfster.
Lotte neemt Max voor een onbepaalde periode in dienst voor 24 uur per dag. Ze weet dat ze minder dan 10 jaar heeft te leven en dat haar spierziekte onomkeerbaar zal zijn. De kracht zal langzaam uit haar lichaam wegvloeien. Max belandt ergens in een vierkant met als hoekpunten, privésecretaris, executeur-testamentair, lijfknecht en later ook minnaar. Hij zal steeds meer taken op zich moeten gaan nemen.
Lotte is een schrijfster die volhardend bezig is aan haar laatste grote roman, waarvoor ze het materiaal uiterst zorgvuldig gerubriceerd bewaart op zolder. Zelf woont ze op de begane grond en eerste etage. Max krijgt een eigen opgang naar de tweede etage. Middels mobiele telefoon en pieper is hij 24 uur per dag voor haar bereikbaar. Lotte verwacht in de loop van de tijd vooral voor haar dagelijkse verzorging lichamelijk afhankelijk te worden van Max. In de loop van het verhaal wordt Lotte gedwongen om tekst te dicteren, die Max voor haar aan de computer toevertrouwt. Langzaamaan wordt duidelijk dat Max na haar dood haar grote roman zal moeten afmaken.
Max had als enig kind een moeizame verhouding met zijn ouders, vooral met zijn vader. Hij kan wel goed opschieten met psychiater Margaretha Busset, die decennialang bevriend was met zijn ouders. Lotte houdt zielsveel van haar inmiddels overleden ouders en haar broers, Just, Michael en Timmy. Maar het meest gehecht was ze aan haar overleden echtgenoot TT, ofwel Mr. Tobias Tallicz, een detectiveschrijver.
Het boek beschrijft de langzame lichamelijke aftakeling van Lotte. Max wordt haar steeds vertrouwder en naarmate haar aftakeling vordert komt ze tot het besef dat hij de grote ongeschreven roman zal kunnen afmaken. Ze gunt hem dan ook lichamelijke intimiteit, juist op een moment dat haar krachten al meer dan gehalveerd zijn. De laatste drie weken van haar leven wordt ze versuft door de morfine en ze sterft in het bijzijn van Max. Haar laatste woorden zijn dat ze op Max wacht in het boek en daar is het waar Max weet dat hij haar zal terugvinden.

## Bijkomstigheid
In de loop van het boek schrijft Lotte een roman met de titel: ‘Geheel de uwe’.

## Voetnoten
1. ↑  Max is de verteller van deze novelle.
2. ↑  Meisjesnaam ‘Charlotte’.
3. ↑  Volgens Charlotte zijn het vrouwen die bijten en krabben.
4. ↑  Lotte noemt hem dan ook haar geheimschrijver.
5. ↑  Roman uit 2002 van Connie Palmen.